# Флора Нудельман
Фло́ра Нуде́льман (ісп. Flora Nudelman, 1 січня 1923, Одеса — 21 березня 1986, Буенос-Айрес) — аргентинська піаністка українського походження.

## Біографія
Флора Нудельман народилася в Одесі 1 січня 1923 року. Приїхала до Аргентини в 1929 році. Здобула освіту в жіночому ліцеї в Буенос-Айресі. Грі на фортепіано навчалась у Хорхе де Лалевича (польського піаніста, який проживав в Аргентині, учня Ніколая Римського-Корсакова) та Анатолія Лядова (вчителя відомих аргентинських піаністів, таких як Лія Цимагля Еспіноса, Піа Себастіані, Сільвія Ейзенштейн та інших).

## Концерти
- Іспанський театр у м. Коронель-Прінглс (провінція Буенос-Айрес).
- Бібліотека Нуева де Хуліо, у місті Хунін (провінція Буенос-Айрес).[6]
- Colegio Nacional Florentino Ameghino, в Буенос-Айресі.[7]
- 1979 р. (27 травня): Бібліотека П. Рівадавія у м. Сан-Хорхе (провінція Санта-Фе).
- 1979—1981: Іспанський театр м. Санта-Роси (провінція Ла-Пампа).[8]